# Arrow (serie de televisión)
Arrow (en Hispanoamérica: Flecha) es una serie de televisión de un vigilante estadounidense desarrollada por los escritores/productores Greg Berlanti, Marc Guggenheim y Andrew Kreisberg. Está basado en el personaje de DC Comics Green Arrow, un luchador contra el crimen disfrazado creado por Mort Weisinger y George Papp. Se estrenó el 10 de octubre de 2012 en Estados Unidos en el canal de televisión The CW, con transmisión internacional a finales de 2012. Principalmente filmada en Vancouver (Columbia Británica, Canadá), la serie sigue al multimillonario playboy Oliver Queen (Stephen Amell), quien, cinco años después de estar varado en una isla hostil, regresa a casa para luchar contra el crimen y la corrupción como un vigilante secreto cuya arma de elección es un arco y flechas. Otros miembros del elenco de larga data han incluido a Katie Cassidy, David Ramsey, Willa Holland, Paul Blackthorne y Emily Bett Rickards. 
La serie da una nueva mirada al personaje de Green Arrow, así como a otros personajes del universo de DC Comics. Aunque Oliver Queen/Green Arrow había aparecido en la serie de televisión Smallville de 2006 a 2011, en el CW, los productores decidieron comenzar limpio y encontrar un nuevo actor para retratar al personaje. Arrow se enfoca en la humanidad de Oliver Queen, y cómo fue cambiado por el tiempo que pasó naufragando en una isla. La mayoría de los episodios en las primeras cinco temporadas tienen escenas de flashback a los cinco años en los que Oliver había desaparecido.
Arrow ha recibido comentarios generalmente positivos de los críticos. La serie promedió unos 3,68 millones de espectadores en el transcurso de la primera temporada y recibió varios premios y múltiples nominaciones. Para promoverlo, se lanzó un cómic previo antes de que comenzara la serie de televisión, mientras que los webisodios que presentaban un vínculo de producto con Bose se desarrollaron para la segunda temporada. Las primeras cinco temporadas están disponibles en DVD y Blu-ray en las regiones 1, 2 y 4; fue lanzada también una serie de bandas sonoras. 
En octubre de 2014, se estrenó una serie spin-off titulada The Flash. En agosto de 2015, se lanzó un spin-off animado, Vixen, mientras que un segundo spin-off de imagen real, DC's Legends of Tomorrow, se estrenó en enero de 2016 y contó con la presencia de varios personajes de Arrow y The Flash. Los cuatro espectáculos se establecen en un universo ficticio compartido conocido colectivamente como Arrowverso.
En Latinoamérica, la serie fue estrenada el 22 de octubre por Warner Channel. En España se estrenó el 14 de noviembre de 2012 en el canal de cable Calle 13. En México, Canal 5 estrenó la serie el 6 de mayo de 2013.
El 2 de abril de 2018, se anunció la renovación de la serie para una séptima temporada, que se estrenó el 15 de octubre de 2018. El 31 de enero de 2019, The CW renovó la serie para una octava temporada.
El 6 de marzo de 2019, a través de su cuenta de Twitter, el actor Stephen Amell confirmó que la octava temporada sería la última de la serie y constaría de 10 capítulos.

## Resumen de la serie
| Temporada | Temporada | Episodios | Episodios | Emisión original      | Emisión original    |
| Temporada | Temporada | Episodios | Episodios | Primera emisión       | Última emisión      |
| --------- | --------- | --------- | --------- | --------------------- | ------------------- |
|           | 1         | 23        | 23        | 10 de octubre de 2012 | 15 de mayo de 2013  |
|           | 2         | 23        | 23        | 9 de octubre de 2013  | 14 de mayo de 2014  |
|           | 3         | 23        | 23        | 8 de octubre de 2014  | 13 de mayo de 2015  |
|           | 4         | 23        | 23        | 7 de octubre de 2015  | 25 de mayo de 2016  |
|           | 5         | 23        | 23        | 5 de octubre de 2016  | 24 de mayo de 2017  |
|           | 6         | 23        | 23        | 12 de octubre de 2017 | 17 de mayo de 2018  |
|           | 7         | 22        | 22        | 15 de octubre de 2018 | 13 de mayo de 2019  |
|           | 8         | 10        | 10        | 15 de octubre de 2019 | 28 de enero de 2020 |

### Trama
La serie sigue a Oliver Queen (Stephen Amell), el multimillonario playboy de Ciudad Starling, que es descubierto en la misteriosa isla de Lian Yu cinco años después de que naufragara con su padre. A su regreso a Ciudad Starling, se reúne con su madre, Moira Queen (Susanna Thompson), su hermana, Thea Queen (Willa Holland), y sus amigos, Tommy Merlyn (Colin Donnell) y Laurel Lance (Katie Cassidy).
La primera temporada se centra en Oliver reavivando sus relaciones y pasando sus noches cazando y, a veces matando criminales ricos como un vigilante encapuchado, siguiendo una lista de nombres que descubrió en un cuaderno que pertenece a su padre. Él descubre la conspiración de Malcolm Merlyn (John Barrowman) para destruir "The Glades", una sección más pobre de la ciudad que ha sido anulada por el crimen. John Diggle (David Ramsey) y Felicity Smoak (Emily Bett Rickards) ayudan a Oliver en su cruzada. Oliver también se vuelve a conectar con su exnovia, Laurel Lance, quien todavía está enojada por su papel en la supuesta muerte de su hermana. La primera temporada presenta escenas retrospectivas de la época de Oliver en la isla, y cómo lo cambió.
En la segunda temporada, Oliver ha prometido detener el crimen sin matar criminales. Su familia y sus aliados son atacados por Slade Wilson (Manu Bennett), un hombre de la época de Oliver en la isla que vuelve a destruir todo lo importante para él. Oliver acepta al aspirante a vigilante Roy Harper (Colton Haynes) como su protegido, y comienza a recibir ayuda del padre de Laurel, el detective Quentin Lance (Paul Blackthorne). Oliver también gana una aliada, Canario, una misteriosa mujer vestida de negro, que finalmente se revela como la hermana de Laurel, Sara Lance (Caity Lotz), quien al igual que Oliver sobrevivió a su terrible experiencia en el mar después de que el yate se hundiera hace años. Los flashbacks muestran el tiempo que Oliver pasó en la isla con Slade, Sara y la arquera Shado (Celina Jade), así como los orígenes de su pelea con Slade.
En la tercera temporada, Arrow se convirtió en un héroe público en Ciudad Starling después de la derrota de Slade. Queen Consolidated se vende al hombre de negocios rico, científico y aspirante a héroe Ray Palmer (Brandon Routh). Luego de encontrar a Sara muerta, Oliver se ve envuelto en un conflicto con Ra's al Ghul (Matt Nable). Él se esfuerza por reconectarse con su hermana, quien ha descubierto que Malcolm es su padre. Laurel se propone seguir los pasos de Sara como Canario Negro. Diggle lucha con su nuevo papel como hombre de familia. Mientras tanto, Felicity comienza una nueva carrera como Vicepresidente de Palmer Technologies (anteriormente Queen Consolidated). En flashbacks, Oliver se ve obligado a trabajar para la líder de A.R.G.U.S. Amanda Waller (Cynthia Addai-Robinson) en Hong Kong; él y Tatsu Yamashiro (Rila Fukushima) trabajan juntos para evitar que el corrupto general Matthew Shrieve (Marc Singer) desate un patógeno mortal, que Ra's al Ghul eventualmente adquiere en el presente.
En la cuarta temporada, Oliver se convierte en Flecha Verde. Él y sus aliados luchan contra la organización terrorista H.I.V.E, encabezada por el místico Damien Darhk (Neal McDonough), quien ataca Ciudad Star (anteriormente Ciudad Starling). Durante la temporada, John Diggle descubre que su hermano Andy (Eugene Byrd) está vivo y se ha vuelto un soldado de  H.I.V.E; Thea trabaja junto a Oliver bajo el alias de Speedy, pero se esfuerza por controlar su temperamento violento; y al enterarse de la existencia del místico pozo de Lázaro, Laurel trama un plan para resucitar a su hermana Sara. La vida de Oliver como Flecha Verde y su relación con Felicity se complican tanto por su candidatura por la alcaldía y la revelación de que es el padre de un niño de nueve años. Laurel es asesinada durante una pelea con Damien y Oliver finalmente descubre que su plan es detonar armas nucleares y gobernar un nuevo mundo sobre las cenizas de la Tierra. En flashbacks, Oliver regresa a Lian Yu para infiltrarse en la organización Shadowspire en nombre de Waller, y tiene su primer encuentro con el ídolo místico utilizado por Darhk en la narrativa actual.
En la quinta temporada temporada, Oliver entrena a los jóvenes héroes Wild Dog (Rick Gonzalez), Mister Terrific (Echo Kellum), Artemis (Madison McLaughlin y Ragman (Joe Dinicol) para unirse a él en su guerra contra el crimen después de la muerte de Laurel y la renuncia de Thea. Posteriormente, recluta a una nueva Black Canary: la vigilante metahumana y exdetective de la policía Dinah Drake (Juliana Harkavy). Con el apoyo de nuevos aliados, Oliver intenta equilibrar su rol como vigilante de Ciudad Star, con su nuevo papel como alcalde. También es amenazado por el misterioso y mortal villano Prometheus (Josh  Segarra), quien tiene una conexión con el pasado de Oliver. Oliver también se ve obligado a lidiar con la aliada de Prometheus, Black Siren (Katie Cassidy), la doppelganger de Tierra-2 de Laurel Lance con un grito sónico.. En flashbacks, Oliver se une al Bratva en Rusia como parte de un plan para asesinar a Konstantin Kovar (Dolph Lundgren). Allí, se encuentra con una de las hijas de Ra's al Ghul, Talia al Ghul (Lexa Doig), y es entrenado por ella como un arquero encapuchado, antes de volver eventualmente a Lian Yu.
En la sexta temporada, después de una batalla explosiva en Lian Yu, Oliver debe equilibrar ser un vigilante, alcalde y un padre para su hijo William (Jack Moore). Al mismo tiempo, surgen nuevos enemigos, inicialmente liderados por el pirata informático Cayden James (Michael Emerson), que forma un equipo con el narcotraficante Ricardo Díaz (Kirk Acevedo), el vigilante metahumano Vincent Sobel (Johann Urb), el mafioso ruso Anatoli Knyazev (David Nykl) y Black Siren. Cuando James pierde el control de su equipo, Ricardo Díaz aparece en primer plano y le anuncia a Flecha Verde su plan para apoderarse del inframundo criminal de Ciudad Star y controlar la infraestructura política de la ciudad, mientras que Oliver debe lidiar con sus excompañeros, quienes han formando un equipo rival. Mientras Díaz toma el control de la ciudad, Oliver se ve obligado a reclutar la ayuda del FBI, a cambio de que él anuncie públicamente su identidad y vaya a una prisión federal. En la final, Oliver está encarcelado en una penitenciaría supermax.
En la séptima temporada temporada, cinco meses después del encarcelamiento de Oliver, Díaz recluta a los Longbow Hunters, Kodiak (Michael Jonsson), Silencer (Miranda Edwards) y Red Dart (Holly Elissa) para una nueva agenda criminal, incluyendo venganza contra los seres queridos y aliados de Oliver. Otro arquero encapuchado, cuya historia familiar está vinculada a la de Oliver, siendo apodado por la prensa como la nueva Flecha Verde, emerge en Ciudad Star. Después de que Oliver es liberado de la prisión, él y los exmiembros del Equipo Arrow son delegados y comienzan a trabajar junto a la policía. Mientras tanto, A.R.G.U.S. persigue a Dante (Adrian Paul), un misterioso financiero detrás de múltiples células terroristas, incluidos los Longbow Hunters. La temporada cuenta con flash-forward veinte años en el futuro, en donde un adulto William (Ben Lewis), busca a Roy Harper en Lian Yu y descubren instrucciones dejadas por Felicity, llevándolos de regreso a Ciudad Star. Allí descubren más secretos, incluida la hija oculta de Oliver y Felicity, Mia (Katherine McNamara), mientras trabajan para salvar la ciudad de otro ataque.

## Elenco y personajes
| Actor               | Personaje                                       | Temporada  | Temporada  | Temporada | Temporada  | Temporada  | Temporada  | Temporada  | Temporada  |
| Actor               | Personaje                                       | 1          | 2          | 3         | 4          | 5          | 6          | 7          | 8          |
| ------------------- | ----------------------------------------------- | ---------- | ---------- | --------- | ---------- | ---------- | ---------- | ---------- | ---------- |
| Stephen Amell       | Oliver Queen / Arrow / Green Arrow / Dark Arrow | Principal  | Principal  | Principal | Principal  | Principal  | Principal  | Principal  | Principal  |
| Katie Cassidy       | Laurel Lance / Black Canary / Black Siren       | Principal  | Principal  | Principal | Principal  | Recurrente | Principal  | Principal  | Principal  |
| Colin Donnell       | Tommy Merlyn / Prometheus / Dark Archer         | Principal  | Invitado   | Invitado  |            |            | Invitado   | Invitado   | Invitado   |
| David Ramsey        | John Diggle / Spartan                           | Principal  | Principal  | Principal | Principal  | Principal  | Principal  | Principal  | Principal  |
| Willa Holland       | Thea Queen / Speedy                             | Principal  | Principal  | Principal | Principal  | Principal  | Principal  | Invitada   | Invitada   |
| Susanna Thompson    | Moira Queen                                     | Principal  | Principal  | Voz       |            | Invitada   |            |            | Invitada   |
| Paul Blackthorne    | Quentin Lance                                   | Principal  | Principal  | Principal | Principal  | Principal  | Principal  | Invitado   | Invitado   |
| Emily Bett Rickards | Felicity Smoak / Overwatch                      | Recurrente | Principal  | Principal | Principal  | Principal  | Principal  | Principal  | Invitada   |
| Colton Haynes       | Roy Harper / Arsenal                            | Recurrente | Principal  | Principal | Invitado   |            | Invitado   | Principal  | Recurrente |
| Manu Bennett        | Slade Wilson / Deathstroke                      | Recurrente | Principal  | Invitado  |            | Invitado   | Invitado   |            |            |
| John Barrowman      | Malcolm Merlyn / Dark Archer                    | Recurrente | Recurrente | Principal | Principal  | Recurrente |            | Invitado   | Invitado   |
| Neal McDonough      | Damien Darhk                                    |            |            |           | Principal  | Invitado   |            |            |            |
| Echo Kellum         | Curtis Holt / Mr. Terrific                      |            |            |           | Recurrente | Principal  | Principal  | Principal  | Invitado   |
| Josh Segarra        | Adrian Chase / Prometheus / The Hood            |            |            |           |            | Principal  | Invitado   |            | Invitado   |
| Rick Gonzalez       | René Ramirez / Wild Dog                         |            |            |           |            | Recurrente | Principal  | Principal  | Principal  |
| Juliana Harkavy     | Dinah Drake / Black Canary                      |            |            |           |            | Recurrente | Principal  | Principal  | Principal  |
| Kirk Acevedo        | Ricardo Diaz / Dragon                           |            |            |           |            |            | Recurrente | Principal  |            |
| Sea Shimooka        | Emiko Queen Adachi / Green Arrow / Red Arrow    |            |            |           |            |            |            | Principal  | Invitada   |
| Katherine McNamara  | Mia Queen Smoak / Blackstar / Green Arrow       |            |            |           |            |            |            | Recurrente | Principal  |
| Ben Lewis           | William Clayton                                 |            |            |           |            |            |            | Recurrente | Principal  |
| Joseph David-Jones  | Connor Hawke                                    |            |            |           |            |            |            | Recurrente | Principal  |
| LaMonica Garrett    | Mar Novu / Monitor Mobius / Anti-Monitor        |            |            |           |            |            |            | Recurrente | Principal  |

## Producción

### Desarrollo
En enero de 2012, The CW anunció su intención de llevar a la televisión al famoso arquero de DC Comics bajo el mando de Greg Berlanti, Marc Guggenheim, Andrew Kreisberg y David Nutter, anunciando que este proyecto pretendía alejarse de la simple adaptación de las intrigas nacidas en los cómics para crear a un nuevo mundo e historias originales, sin pretender ser un spin-off de Smallville y que por lo tanto, Justin Hartley, actor que interpretó al personaje de 2006 a 2011 en la serie, no sería considerado para este proyecto.
El 9 de mayo de 2012, la cadena anunció que recogería el piloto de Arrow para desarrollar una serie, ordenando 13 episodios. El 22 de octubre de 2012, The CW anunció que le daría a la serie una temporada completa con 22 episodios. El 1 de diciembre, se informó que la serie consiguió un episodio extra. El 11 de febrero de 2013, The CW renovó la serie para una segunda temporada, que fue estrenada el 9 de octubre de 2013.
El 13 de febrero de 2014, la serie fue renovada para una tercera temporada.
La serie recibió la renovación para una cuarta temporada el 11 de enero de 2015.
The CW ordenó una quinta temporada para la serie el 11 de marzo de 2016.
El 8 de enero de 2017, la serie fue renovada para una sexta temporada, que fue estrenada el 12 de octubre de 2017.

## Universo compartido

### The Flash
El 30 de julio, se dio a conocer que en la segunda temporada, Barry Allen sería introducido como personaje recurrente en los episodios 8 y 9, y poco después en el episodio 20, de ese mismo servirá como piloto de una serie basada en Flash. El proyecto es desarrollado por Greg Berlanti, Andrew Kreisberg y Geoff Johns, director creativo de DC Comics y será dirigido por David Nutter. El 13 de septiembre fue confirmado que Grant Gustin fue contratado para interpretar a dicho personaje.
El 18 de noviembre, The CW anunció que renunció a la idea de un piloto plantado en el episodio 20 y en vez de eso otorgaba luz verde para la realización de un piloto independiente completamente centrado en el personaje. Mientras que el episodio 19 sirve como introducción para los personajes de Caitlin Snow (Danielle Panabaker) y Cisco Ramón (Carlos Valdés). El 8 de marzo de 2014, el piloto fue elegido para desarrollar una serie.

#### Crossover
Marc Guggenheim, guionista y productor de Arrow confirmó que cuando fuera el momento adecuado habría un crossover con The Flash.
El 18 de julio de 2014, Andrew Kreisberg declaró a TV Guide que el episodio 8 de The Flash y el octavo episodio de la tercera temporada de Arrow suponen un crossover entre ambas series. Además de Oliver Queen, Felicity Smoak y John Diggle, otros personajes como Laurel Lance (Katie Cassidy), Quentin Lance (Paul Blackthorne) y Ray Palmer (Brandon Routh) también han aparecido en The Flash, así mismo, las apariciones de Robert Knepper, Doug Jones y Emily Kinney como Clock King, Deathbolt y Bug Eyed Bandit respectivamente, también suponen un crossover entre ambas series.
Desde le 28 de noviembre hasta el 1° de diciembre del 2016 se realizó el mega crossover con las series "Supergirl" (última incorporación de la parrilla de The CW), "The Flash", "Arrow" y "DC Legends of Tomorrow", la cual trata de la aparición de extraterrestres y cómo los héroes de las distintas series colaboran (en el caso de Supergirl, desde Tierra-38) para derrotar a la raza denominada Dominadores.

### Constantine
En agosto de 2015, en la Television Critics Association Mark Pedowitz, presidente de The CW reveló que Matt Ryan retomaría el personaje de John Constantine durante el quinto episodio de la cuarta temporada de Arrow.

### Vixen
En enero de 2015, The CW anunció que una serie web animada contando la historia del origen del personaje de Vixen estaría debutando en la plataforma CW Seed en el otoño de 2015. Se encuentra en el mismo universo que Arrow y The Flash. La serie de seis partes está ambientada en Detroit, Míchigan. Después que la serie animada fuera anunciada, Marc Guggenheim informó que si es recibida con éxito, daría lugar a una aparición en carne y hueso en Arrow o The Flash, o una serie de acción en vivo.

### Legends of Tomorrow
El 11 de enero de 2015, durante la Gira de prensa de invierno de la Television Critics Association, el presidente de The CW Mark Pedowitz, junto a los creadores de Arrow Greg Berlanti, Marc Guggenheim y Andrew Kreisberg, revelaron que se encuentran en "charlas tempranas" y trabajando en "una idea muy general" sobre una posible serie centrada en Atom/Ray Palmer (Brandon Routh). Sin embargo, el 26 de febrero de 2015, se reveló que la cadena está trabajando en un proyecto que contará con varios personajes de ambas series y será protagonizado por Routh, Victor Garber, Wentworth Miller y Caity Lotz; además de contar con tres nuevos superhéroes.
El 17 de marzo de 2015, se dio a conocer que Dominic Purcell se unía al proyecto retomando el personaje de Mick Rory/Heatwave. El 30 de marzo, se informó que Ciara Renée y Arthur Darvill fueron contratados para interpretar a Kendra Saunders/Chica Halcón y Rip Hunter, respectivamente. También, Franz Drameh fue elegido como Jay Jackson. El personaje de Renée fue introducido en el final de la primera temporada de The Flash. También se dio a conocer que el personaje de Lotz sería resucitado durante la cuarta temporada de Arrow y que el octavo episodio de la misma establecería los eventos para desarrollar Legends of Tomorrow. En agosto de 2015, se dio a conocer que Carter Hall (Falk Hentschel) y Vandal Savage (Casper Crump) serían introducidos en el crossover entre la cuarta temporada de Arrow y la segunda temporada de The Flash, para después aparecer de forma recurrente en la serie.

### Batwoman
Es una serie de televisión estadounidense de superhéroes desarrollada por Caroline Dries y Greg Berlanti. Está basado en el personaje de DC Comics Batwoman (Kate Kane), una luchadora contra el crimen creado por Geoff Johns, Grant Morrison, Greg Rucka, Mark Waid, y Keith Giffen. La serie está ambientada en el Arrowverso, compartiendo continuidad con otras series de televisión del universo. Se estrenó en The CW el 6 de octubre de 2019.1
En mayo de 2018, se anunció que Batwoman aparecería en Elseworlds, un crossover del Arrowverso, con un anuncio dos meses después de que una serie centrada en el personaje estaba en desarrollo por parte de Dries. En enero de 2019, la serie recibió una orden de la producción del piloto por parte de The CW, para ser considerada una serie en la temporada 2019–20. El piloto fue seleccionado para ser una serie en mayo de 2019.

### Green Arrow and the Canaries
En agosto de 2019, se informó que se estaba desarrollando un spin-off sin título. En septiembre, The Hollywood Reporter confirmó que The CW estaba desarrollando una serie spin-off protagonizada por Katherine McNamara, Katie Cassidy y Juliana Harkavy, repitiendo sus papeles de Arrow. El informe también confirmó que un episodio de la última temporada de Arrow serviría como un "piloto" para la serie potencial. McNamara anunció en su página de Twitter que la serie derivada se llamaría Green Arrow and the Canaries, y había comenzado a filmarse como un episodio de la octava temporada de Arrow.

## Publicidad

### Cómic
Con el fin de promover la serie, DC Comics produjo un cómic de diez páginas como avance para la Comic-Con de San Diego 2012, escrito por Kreisberg, ilustrado por Omar Francia y con una portada hecha por el artista Mike Grell. El cómic es considerado por el equipo de producción de la serie de televisión para compartir el mismo canon del programa, con Kreisberg comentando: "(Para) Cualquiera que agarre una copia: aferrense a él y a medida la serie avanza, ustedes lo apreciarán más y más". El cómic tiene lugar entre el episodio piloto y «Honor Thy Father».
El 10 de octubre de 2012, DC Comics debutó un cómic digital semanal escrito por Kreisberg y Guggenheim y dibujado por varios artistas, entre ellos Mike Grell. Este cómic está en continuidad con la serie de televisión.

### Videojuego
En el videojuego de 2013, Injustice: Gods Among Us aparece un traje de Green Arrow basado en el Oliver Queen interpretado por Stephen Amell. Dicho traje fue recibido como regalo de bonificación a para los primeros 5.000 votantes de la competencia, pero más tarde fue lanzado como contenido de descarga gratuita. Además Amell presta su voz para ese traje en particular.

### Blood Rush
El 6 de noviembre de 2013, una serie spin-off titulada Blood Rush, fue estrenada en televisión de forma simultánea a la emisión de la serie, así como vía Internet. La serie es presentada por Bose Corporation y promociona productos de dicha empresa, es filmada en Vancouver, al igual que la serie principal. Cuenta con las actuaciones de Emily Bett Rickards, Colton Haynes y Paul Blackthorne como Felicty Smoak, Roy Harper y Quentin Lance, respectivamente. Los episodios muestran a Roy llegando a Queen Consolidated para tener un encuentro con Oliver. Felicity le dice que espere en el vestíbulo. Mientras Roy sale, Quentin llama a Felicity y le cuenta que la muestra de sangre del vigilante que obtuvo la policía de Starling City y Felicity destruyó, ha resurgido. Entonces Felicity llama a Roy usando el codificador de voz de Oliver y le pide que irrumpa en el laboratorio para obtener la muestra.

## Recepción

### Respuesta crítica
The Filtered Lens elogió el piloto por estar en el tono de la trilogía de Batman de Christopher Nolan pero criticó la acción y el diálogo. Le dieron una calificación general de B. Mary McNamara de Los Ángeles Times lo llamó una configuración interesante, con una mirada de la calidad.  Brian Lowry en Variety fue menos favorable, que describe la serie como un sustituto guapo pero rígido de Batman, que podría beneficiarse de ello en un comienzo.

### Recepción del público
El episodio piloto y estreno de la serie, fue visto por 4.14 millones de espectadores, convirtiéndose en el estreno más visto de una serie desde The Vampire Diaries, en 2009.

## Premios y nominaciones
| Año  | Premio                                    | Categoría                                                                              | Nominados | Resultado |
| ---- | ----------------------------------------- | -------------------------------------------------------------------------------------- | --- | --------- |
| 2012 | Premios Satellite                         | Mejor serie de televisión - Género                                                     | Arrow | Nominada  |
| 2012 | IGN Awards                                | Mejor héroe de TV                                                                      | Stephen Amell/Arrow | Nominado  |
| 2013 | People's Choice Awards                    | Nuevo Drama de TV Favorito                                                             | Arrow | Nominada  |
| 2013 | Leo Awards                                | Mejor programa                                                                         | Ver listaJoseph Patrick Finn Greg Berlanti Marc Guggenheim Andrew Kreisberg Melissa Kellner Berman Drew Greenberg Jennifer Lence Wendy Mericle Carl Ogawa | Nominados |
| 2013 | Leo Awards                                | Mejor cinematografía                                                                   | Glen Winter (Pilot) | Ganador   |
| 2013 | Leo Awards                                | Mejor cinematografía                                                                   | Gordon Verheul (Lone Gunmen) | Nominado  |
| 2013 | Leo Awards                                | Mejores efectos visuales                                                               | Burned Ver listaJean-Luc Dinsdale Pauline Burns Andrew Orloff Dave Gauthier                                                                               | Ganadores |
| 2013 | Leo Awards                                | Mejor diseño de producción                                                             | Richard Hudolin (Pilot) | Ganador   |
| 2013 | Leo Awards                                | Mejor casting                                                                          | Coreen Mayrs, Heike Brandstatter (An Innocent Man) | Nominados |
| 2013 | Leo Awards                                | Mejor coordinación de dobles                                                           | J.J. Makaro (Pilot) | Ganador   |
| 2013 | Leo Awards                                | Mejor coordinación de dobles                                                           | J.J. Makaro (Vertigo) | Nominado  |
| 2013 | NewNowNext Awards                         | Mejor nueva indulgencia                                                                | Arrow | Nominada  |
| 2013 | NewNowNext Awards                         | Porque es sexy                                                                         | Stephen Amell | Nominado  |
| 2013 | Premios Saturn                            | Mejor serie orientada a los jóvenes en la televisión                                   | Arrow | Nominada  |
| 2013 | Teen Choice Awards                        | Mejor programa de TV: Fantasía/Sci-Fi                                                  | Arrow | Nominada  |
| 2013 | Teen Choice Awards                        | Mejor programa                                                                         | Arrow | Nominada  |
| 2013 | Teen Choice Awards                        | Mejor actor de TV: Fantasía/Sci-Fi                                                     | Stephen Amell | Nominado  |
| 2013 | Teen Choice Awards                        | Estrella revelación                                                                    | Stephen Amell | Nominado  |
| 2013 | Teen Choice Awards                        | Mejor actriz de TV: Fantasía/Sci-Fi                                                    | Katie Cassidy | Nominada  |
| 2013 | Canadian Society of Cinematography Awards | Mejor cinematografía de drama de TV                                                    | Glen Winter csc, Arrow (Pilot) | Ganador   |
| 2013 | Broadcast Music, Inc.                     | BMI Television Music Awards                                                            | Blake Neely | Ganador   |
| 2013 | TV Guide Award                            | Nueva serie favorita                                                                   | Arrow | Ganadora  |
| 2014 | IGN Awards                                | Mejor héroe de TV                                                                      | Stephen Amell/Arrow | Nominado  |
| 2014 | People's Choice Awards                    | Actor favorito de TV Sci-Fi/Fantasía                                                   | Stephen Amell | Nominado  |
| 2014 | Satellite Awards                          | Mejor de serie televisión - Género                                                     | Arrow | Nominada  |
| 2014 | Premios Saturn                            | Mejor serie orientada a los jóvenes en la televisión                                   | Arrow | Nominada  |
| 2014 | Leo Awards                                | Programa                                                                               | Greg Berlanti, Joseph P. Finn, Marc Guggenheim, Andrew Kreisberg, Wendy Mericle                                                                           | Nominados |
| 2014 | Leo Awards                                | Mejor cinematografía                                                                   | Gordon Verheul (Sacrifice) | Nominado  |
| 2014 | Leo Awards                                | Mejor maquillaje                                                                       | Danielle Fowler (Keep Your Enemies Closer) | Nominada  |
| 2014 | Leo Awards                                | Mejor coordinación de dobles                                                           | J. J. Makaro (The Scientist) | Nominado  |
| 2014 | Leo Awards                                | Mejor actor protagónico                                                                | Stephen Amell (Crucible) | Nominado  |
| 2014 | Leo Awards                                | Mejor actriz protagónica                                                               | Emily Bett Rickards (Three Ghosts) | Nominada  |
| 2014 | Constellation Awards                      | Mejor interpretación masculina en un episodio de ciencia ficción en televisión de 2013 | Stephen Amell (The Odyssey | Nominada  |
| 2014 | Constellation Awards                      | Mejor serie de televisión de ciencia ficción de 2013                                   | Arrow | Nominada  |
| 2014 | Teen Choice Awards                        | Mejor programa de TV: Fantasía/Sci-Fi                                                  | Arrow | Nominada  |
| 2014 | Teen Choice Awards                        | Estrella revelación femenina                                                           | Emily Bett Rickards | Nominada  |
| 2014 | Young Hollywood Awards                    | Súper superhéroe                                                                       | Stephen Amell | Nominada  |
| 2015 | Saturn Awards                             | Mejor serie de superhéroes                                                             | Arrow | Nominada  |
| 2015 | Fandom Awards                             | Pareja del Año                                                                         | Stephen Amell y Emily Bett Rickards | Ganadora  |
| 2015 | Teen Choice Awards                        | Mejor Serie de Ciencia Ficción/Fantasía                                                | Arrow | Nominado  |
| 2015 | Teen Choice Awards                        | Mejor Actor de Ciencia Ficción/Fantasía TV                                             | Stephen Amell | Nominado  |
| 2015 | Teen Choice Awards                        | Mejor Actriz de Ciencia Ficción/Fantasía TV                                            | Emily Bett Rickards | Nominada  |
| 2015 | Teen Choice Awards                        | Mejor Villano TV                                                                       | Matthew Nable | Nominado  |
| 2015 | Teen Choice Awards                        | Mejor Beso                                                                             | Stephen Amell y Emily Bett Rickards | Nominados |